# Cort itinerant

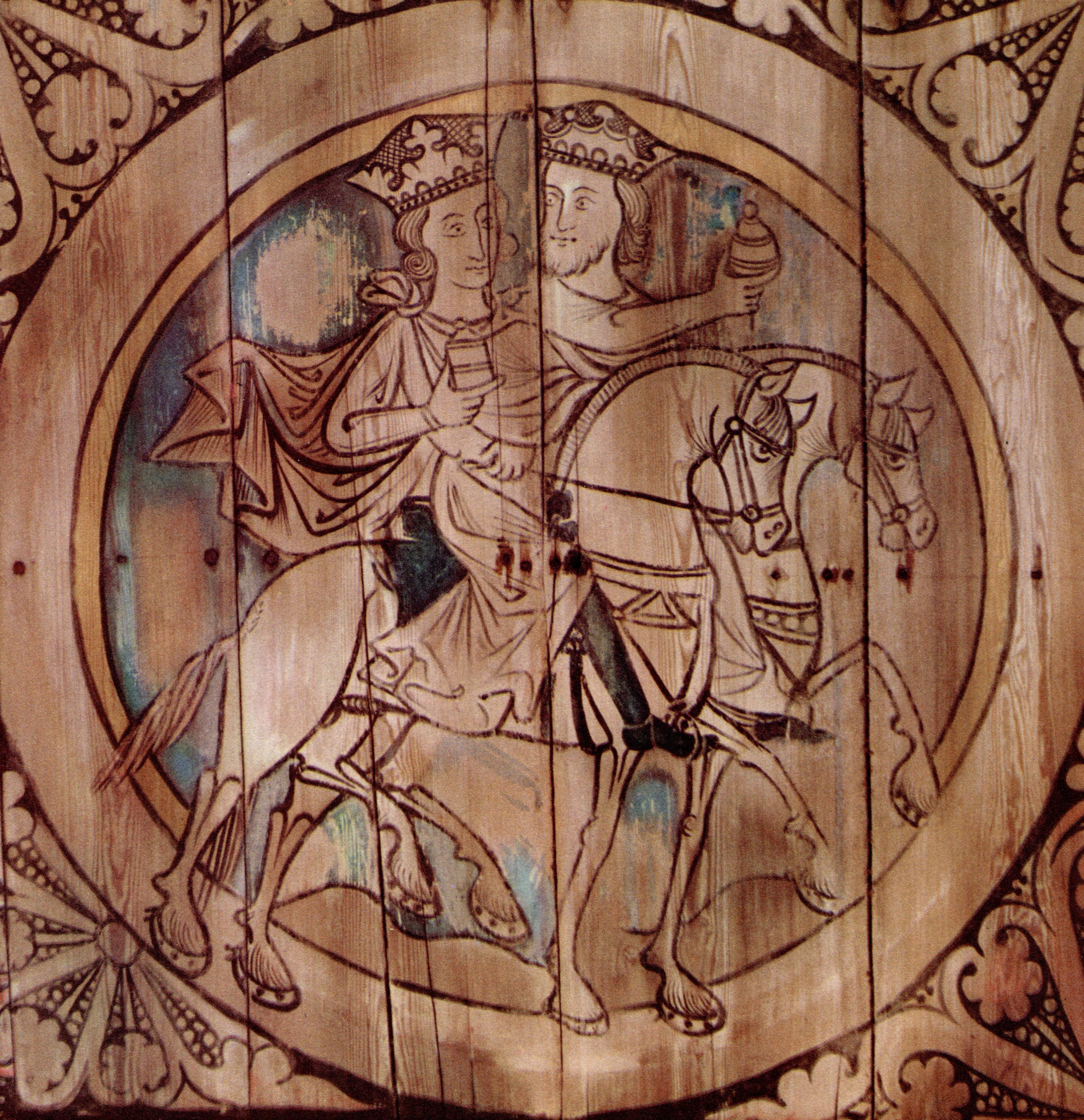
Els reis itinerants, pintura medieval, a l'antiga església de Dädesjö, Suècia

La cort itinerant pot definir-se com «l'alternativa de tenir una capital», un centre polític permanent des del qual es governa un regne.

## Extensió geogràfica d'aquest fenomen
La capital moderna històricament no ha existit sempre. A l'Europa occidental medieval, una forma migratòria de govern va ser el més comú: la «cort itinerant» o «regne itinerant». Aquest tipus de sistema polític va ser l'única forma de monarquia de l'Europa occidental a principis de l'edat mitjana, i va romandre així almenys fins a mitjans del segle xiv, quan es van començar a establir les residències reals permanents (fixes), és a dir les capitals embrionàries.
En particular, l'Europa Occidental medieval es caracteritzava per un sistema polític en el qual les autoritats polítiques supremes (la cort) van canviar constantment de residència, portant amb elles en el seu camí el «govern central» del país (tot, o parts). Per tant, el regne no tenia un «centre» veritable, una seu permanent del poder. Les rutes seguides per la cort en el seu viatge tradicionalment es diuen «itineraris».

## La cort itinerant alemanya
Aquesta forma de governar un país en particular s'associa fortament amb la història d'Alemanya, on l'aparició d'una capital es va retardar molt de temps. El govern itinerant alemany («Reisekönigtum») era, ja des de l'època dels francs fins al final de l'edat mitjana, la forma habitual de poder reial o imperial. Al Sacre Imperi Romanogermànic, durant l'edat mitjana i fins i tot més tard, els emperadors no van governar el regne des d'una residència central permanent. Van estar normalment de viatge, amb la seva família i nombrosos cortesans, creuant tot el regne.
L'emperador (i altres prínceps alemanys) van governar d'aquella manera: sempre canviant la seva llar. El Sacre Imperi Romanogermànic ni tan sols va tenir una capital «embrionària». Les residències reials (o imperials) eren típicament palaus medievals erigits pels monarques, de vegades ciutats episcopals. Els palaus van ser construïts sobretot en zones accessibles i fèrtils - envoltades de dominis pertanyents a l'emperador, on el monarca tenia el dret d'utilitzar els recursos locals. Aquests palaus reals es van distribuir per tot el regne. La composició dels membres a la processó reial canviava constantment, depenent de quina regió estava creuant (i segons qui, entre els nobles, s'havien unit al seu senyor en el seu viatge - o se n'havien acomiadat).
Durant un any, es podien creuar distàncies impressionants. Els historiadors alemanys han calculat (sobre la base de les cartes reals) que l'emperador Enric VI i el seu entorn en 1193 (entre el 28 gener i 20 de desembre) va viatjar més de 4.000 quilòmetres a través de tota la regió alemanya. Una reconstrucció de les seves destinacions dona el següent itinerari cronològic: Ratisbona – Würzburg – Espira – Haguenau – Estrasburg – Hagenau – Boppard – Mosbach – Würzburg – Gelnhausen – Coblença – Worms – Kaiserslautern – Worms – Haßloch – Estrasburg – Kaiserslautern – Würzburg – Sinzig – Aquisgrà – Kaiserswerth – Gelnhausen – Frankfurt del Main – i finalment Gelnhausen de nou.

## La cort itinerant en altres països
La cort itinerant sovint es concep com una institució típica «alemanya». Però no només Alemanya va tenir un govern medieval de tipus ambulant. Aquest va ser també el cas en la majoria dels altres països europeus contemporanis, on termes com «Reisekönigtum» o «travelling kingdom», etcètera, descriuen aquest fenomen. A Europa occidental, tots els reis medievals - i els seus companys nombrosos - van viatjar constantment d'un palau reial a l'altre. Una forma més centralitzada de govern va començar a desenvolupar-se durant aquest període, però només lentament. París i Londres van començar a convertir-se en centres polítics permanents cap al final del segle xiv, la mateixa època en què Lisboa també va mostrar tendències similars. Espanya, d'altra banda, no tenia una residència reial permanent fins que Felip II de Castella va elevar el monestir de l'Escorial prop de Madrid a aquest rang. Els regnes europeus més petits van tenir un desenvolupament similar, però més lent.

### La cort itinerant i la capital embrionària: Londres
Alemanya mai va desenvolupar una capital fixa durant el període medieval. «Multizentralität» (policentrisme) va seguir sent la seva solució alternativa: un estat descentralitzat, en el qual les funcions de govern mai es van establir en un sol lloc. Això encara va ser el cas fins i tot a l'edat moderna.
Anglaterra era molt diferent, en aquest aspecte. El poder polític central es va establir definitivament a Londres a mitjans del segle xiv, però la importància excepcional de Londres com a centre «financer» ja va estar fermament establerta molts segles abans d'aquell temps. Un monarca com el rei Enric II d'Anglaterra (1133-1189) es va sentir òbviament atret per la riquesa d'aquesta ciutat, però va vacil·lar davant la decisió d'establir-s'hi en persona. Durant el seu regnat, Londres es va convertir en el més semblant a un «centre econòmic» que les condicions de l'edat van permetre. Però la mateixa prosperitat de la ciutat, i la seva autonomia liberal, van fer que Londres no pogués arribar a ser un lloc adequat de residència per al rei i els seus cortesans i van impedir que Londres pogués esdevenir una «capital política». El rei volia estar a prop de la gran ciutat; no obstant això, va exigir l'autoritat de controlar la seva pròpia cort, i els ciutadans (comerciants) van exigir el mateix dret de governar la seva pròpia ciutat. L'única manera d'evitar conflictes entre la justícia reial i la justícia municipal va ser l'absència del rei de la ciutat. El monarca només podia residir a Londres com a convidat, o com a conqueridor. En conseqüència, es va aventurar poques vegades dins de les muralles de la ciutat. Es va instal·lar - en aquestes ocasions – ja sigui a la Torre de Londres, o en el seu palau de Westminster, als afores de la ciutat.

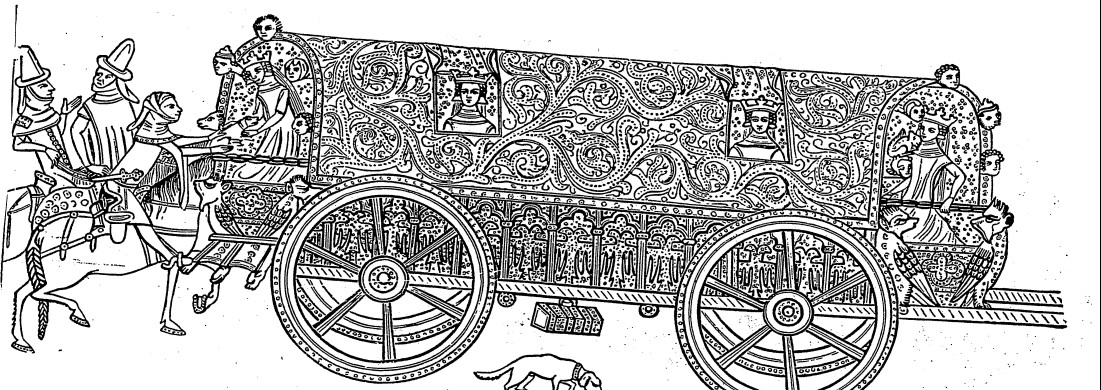
La cort reial anglesa, viatjant

Londres era el «líder natural» entre les ciutats angleses. Per controlar Anglaterra, els reis van haver de controlar Londres primer. Però Londres era massa potent per a ser controlada, i van passar segles abans que els monarques finalment s'hi establissin. Van intentar, sense èxit, subjugar els comerciants de Londres (reduint el seu poder financer) fent Westminster un centre econòmic rival.
També van tractar de trobar, en el regne, algun altre lloc apropiat on poguessin dipositar els seus arxius, que a poc a poc es van fer massa grans i pesats per a transportar-los amb ells en els seus viatges. York va començar, en temps de guerra amb Escòcia, a convertir-se en una capital política. Però la Guerra dels Cent Anys va començar, contra França, i llavors el centre polític va ser traslladat a la part sud d'Anglaterra on Londres no tenia rivals.
A poc a poc, moltes de les institucions de l'Estat van deixar de seguir al rei en els seus viatges i finalment es van establir a Londres: la Tresoreria, el Parlament, la cort. Finalment, el rei també va sentir la necessitat d'establir-se a Londres, permanentment i físicament. Però el monarca no va poder fer de Londres la seva capital abans de poder «domesticar la metròpoli financera», convertint-la en una eina obedient a l'autoritat reial.
L'exemple històric anglès mostra clarament que un centre «polític» no evoluciona forçosament en el mateix lloc que el centre «econòmicament» més important, en un país determinat. Té una tendència a fer-ho, sens dubte. Però les forces centralitzadores i centrífugues es van neutralitzar mútuament en aquell període al mateix temps que la riquesa era una força alhora atractiva però simultàniament repulsiva per als reis.

### París i la cort itinerant francesa
Hi ha evidència escrita que París es va considerar una capital al segle xiv: la ciutat era «comú a tot el país de la mateixa manera que Roma» («civitas Parisius est patriae communis velut Roma»), com diu un escriptor de l'època. L'administració reial havia començat a separar-se de la persona del rei, convertint-se en una institució estacionària a París, anteriorment: al segle xii, o principis de l'XI possiblement. París en aquell moment ja era la ciutat més important del regne francès.
A diferència de Londres, París no era un centre financer (dominant) abans d'esdevenir un centre polític. Durant l'època quan el poder real era encara molt feble a França (i el país dividit entre diversos prínceps, en gran manera autònoms) la importància del mercat de París es limitava al nivell local, possiblement regional. La regió de París no té matèries primeres, ni altres riqueses pròpies. La importància econòmica de París és la seva ubicació geogràfica, a la cruïlla de diverses rutes comercials. París era (i és) un «regulador» dels productes francesos, un lloc financer que atrau els productes d'altres regions. París no pot funcionar d'aquesta manera si la resta de França no està sota el control de la mateixa autoritat central que controla la ciutat. Si París fos governada per un príncep autònom, aquest gentilhome preferiria fer de la ciutat una «estació de duanes», un obstacle comercial, cosa que seria perjudicial per a París i per la mateixa França també.
D'acord amb això, l'antagonisme entre els reis i els comerciants va ser menys notable en la història de París que en la història anglesa. A mitjan segle xiv, Étienne Marcel - una figura principal del govern municipal de París - va intentar sense èxit obtenir l'autonomia de la ciutat. Les mateixes ambicions havien sobreviscut fins al final del segle, en certa manera. Però a principis del segle xv, París es va mantenir fidel a Enric V, tot i que la majoria dels francesos van donar suport a Joana d'Arc i la seva rebel·lió. Els reis (com també les autoritats republicanes, durant els segles següents) sens dubte han xocat sovint amb la resistència i l'agitació de París, però els parisencs rebels mai han lluitat per l'autonomia de la seva ciutat. (El poder espiritual ha causat problemes molt més greus a l'autoritat reial a París que els comerciants parisencs.)
París es considera generalment un exemple típic del que una capital ha de ser: una metròpoli política, econòmica, espiritual i també demogràfica. No obstant això, París mai va esdevenir la residència més important dels reis francesos. Per exemple: Francesc I de França (1494-1547), encara no tenia un palau central.
La relació entre París i la cort itinerant francesa no és una qüestió de quan els monarques van establir físicament la seva residència allà. Els reis francesos residien permanentment a París només durant períodes bastant curts. Però des de l'edat mitjana, la maquinària política i administrativa del poder (les «funcions d'una capital») es va trobar allà.

### La cort itinerant a la península Ibèrica
A la península Ibèrica, la cort reial també era itinerant, durant molt de temps. No obstant això, capitals es van evolucionar gradualment. La centralització política portuguesa va començar abans que l'espanyola. Lisboa era un «líder» molt més natural entre les ciutats portugueses que Madrid entre les espanyoles. Ja en 1385, certs representants de Lisboa van expressar al rei el desig que la cort romangués allà permanentment. Amb la seva posició geogràfica protegida, convertint-la en un perfecte port natural, Lisboa va ser predestinada a ser la ciutat més prominent de Portugal, un país que ja havia començat a concentrar-se en guanyar-se la vida explotant els fruits del mar. Lisboa era, en aquell moment, un dels centres comercials més importants d'Europa sencera. Durant el segle xv, la seva importància, mida i població van créixer ràpidament. A partir de 1481 es va concedir al port de Lisboa el monopoli de rebre vaixells mercants estrangers. A principis del segle xvi, els reis van abandonar el seu antic castell a la ciutat (Castell de Sant Jordi de Lisboa), on s'havien tornat cada vegada més estacionaris en el transcurs dels dos segles anteriors. Es van traslladar al Palau de Ribeira a la planta baixa del qual hi ha la «Casa da Índia»; els reis podien així controlar directament tota l'activitat marítima. Els conflictes entre el poder polític i els comerciants, molt evidents a Londres, no eren tan comuns aquí. Les institucions de Lisboa com capital encara no estaven molt desenvolupades, tot i que la centralització arxivística ja havia començat. El poder de l'Estat depenia en gran manera de la persona del rei. Això es va fer evident en 1580, quan Portugal va entrar en una unió personal amb Espanya i la cort va ser traslladada a Madrid a conseqüència d'això. Atès que la cort seguia sent el focus principal de la dinàmica i el desenvolupament, la seva desaparició va ser una catàstrofe per la força militar de Portugal i la seva expansió a l'estranger; tots els assumptes importants aleshores van haver d'anar a Madrid per poder ser resolts. El rei nou mai va residir a Lisboa, com els portuguesos havien cregut que faria. En 1640, Lisboa es va rebel·lar contra Madrid i va proclamar el seu propi rei.
Madrid va esdevenir una capital molt més tard. Després d'Alemanya, Espanya va ser el país on la descentralització medieval del poder polític va durar més temps que en qualsevol altra part d'Europa. Per tant, sembla lògic que Madrid, tal com Berlín, mai hagi estat fàcilment «acceptada» com a capital.
En 1479, pel matrimoni entre Isabel I de Castella i Ferran II d'Aragó, Espanya va arribar a ser un regne unit. En aquest nou estat, la monarquia es va establir principalment en Castella, evidentment perquè Aragó posseïa la societat estamental més sofisticada i fortament arrelada d'Europa i, per tant, representava un obstacle polític molt major per a la construcció d'un estat centralitzat. Vegeu també mals usos, sobre aquest assumpte.
Durant el regnat de Felip II, Espanya encara no tenia una capital. La cort estava normalment migrant entre diversos llocs centrals del regne: Toledo, Aranjuez, Ocaña, Àvila, Medina del Campo, Segòvia, i de vegades Madrid també. Aquestes residències - a excepció de Medina del Campo, que era un important centre comercial - semblen haver estat triades perquè el clima era particularment saludable allà. La reina Isabel, l'esposa de Felipe, era feble de salut.
Toledo -i no Madrid- era tradicionalment la residència més prominent de la cort espanyola. Toledo havia estat el lloc més important en el regne castellà des de l'època visigoda, i potser podria haver arribat a ser la capital d'Espanya si Felip no hagués volgut que fos d'una altra manera. La idea d'escollir el castell de Madrid com a residència permanent de la cort possiblement se li va ocórrer perquè el clima allà - en comparació amb el de Toledo - era menys esgotador per a la reina. Però amb tota probabilitat, el rei també va trobar a Madrid un lloc adequat a causa de la seva ubicació geogràfica central. Una llegenda diu que Felip alguna vegada havia estat dibuixant línies diagonals sobre el mapa d'Espanya per trobar el «centre» geogràfic del seu regne, i Madrid llavors va resultar ser el centre.
La centralització del poder polític a l'àrea de Madrid segueix essent incompleta. Els arxius de l'Estat espanyol van romandre a Simancas, prop de Valladolid, lluny de la nova capital. Madrid està situada lluny de rius navegables que condueixin al mar i, per tant, no va poder convertir-se en la metròpolis financera, en un regne mariner. El comerç amb Amèrica es va centrar en Sevilla, també molt lluny de la nova capital.
Quan la cort va seguir l'ordre del rei de moure's a Madrid, a la primavera de 1561, probablement ningú va veure això com un incident històric, «el naixement de la capital espanyola». Fins i tot abans de la mudança, Felip havia començat a fer plans per a la construcció a El Escorial d'una nova residència reial. Aquest lloc, però, va ser triat simplement perquè estava situat a prop de Madrid; no va ser, doncs, un rival de Madrid, només una residència «satèl·lit». Les tombes dels avantpassats de Felip van ser traslladades a l'Escorial també.

## L'objectiu d'una cort reial itinerant
Una forma «migratòria» del govern era un ingredient natural durant el feudalisme que va substituir l'Imperi Romà - més centralitzat - de l'antiguitat clàssica. A l'Europa de l'Est, l'antiga Constantinoble havia conservat les característiques d'una capital política, molt més que qualsevol ciutat occidental. Però per què va persistir durant tant de temps la cort itinerant de l'Europa occidental?
Un govern itinerant va permetre una millor supervisió del regne. La vida «nòmada» del rei també va facilitar el seu control sobre la noblesa opositora, reforçant la cohesió nacional-local. El govern medieval va ser durant molt temps un sistema de «relacions personals», més que una administració d'àrees geogràfiques. Per tant, el príncep havia de negociar personalment amb els subjectes. Aquesta cultura «oral» - a poc a poc, durant l'edat mitjana - va ser substituïda per una forma de govern «documental»: basada en la comunicació escrita, que va generar arxius, fent una cort estacionària cada vegada més atractiva per als reis.
Originalment (a l'alta edat mitjana), els reis també van haver de viatjar simplement per satisfer les necessitats purament financeres de la cort - perquè el transport de queviures contemporani (inadequat) no va permetre que un gran grup de gent prengués residència permanentment en un sol lloc. No obstant això, en molts països el regne itinerant va sobreviure tot el segle xvi, o fins i tot més tard, però llavors els aliments i altres necessitats eren normalment transportats al lloc on residia el rei en aquell. Consegüentment, aquells beneficis purament «econòmics» haurien d'haver estat molt menys decisius que la «importància política» de la migració. La transició estatal d'un regne itinerant a un govern establert en una capital reflecteix un procés profund de canvi social: un estil de vida «oral» (quan els reis no podien guanyar la lleialtat sense trobar personalment els seus subjectes cara a cara) se substitueix per un govern «documental» (quan el monarca podria fer que la gent l'obeís amb simplement ordenar a la seva «burocràcia» rudimentària enviar-los un missatge textual).
A Espanya, aquella transició va ser especialment problemàtica. Ja que la cort espanyola durant molt de temps es va agafar a l'estil de vida itinerant, i al mateix temps va estar produint una multitud de registres, va tenir grans dificultats. Es percebia com cada vegada més onerós haver de transportar enormes volums de paper.